# Nagisa Takahashi
Nagisa Takahashi (japanisch 髙橋 渚 Takahashi Nagisa, * 15. Januar 2000) ist eine japanische Leichtathletin, die sich auf den Hochsprung spezialisiert hat.

## Sportliche Laufbahn
Erste internationale Erfahrungen sammelte Nagisa Takahashi im Jahr 2018, als sie bei den Juniorenasienmeisterschaften in Gifu mit übersprungenen 1,65 m den achten Platz belegte. 2021 siegte sie mit 1,74 m beim Mikio Oda Memorial Athletics Meet und 2023 belegte sie bei den Asienmeisterschaften in Bangkok mit 1,83 m den vierten Platz. 2025 belegte sie bei den Asienmeisterschaften in Gumi mit 1,80 m den achten Platz.
In den Jahren von 2022 bis 2024 wurde Takahashi japanische Meisterin im Hochsprung im Freien sowie auch in der Halle.